# Els Muntanyans

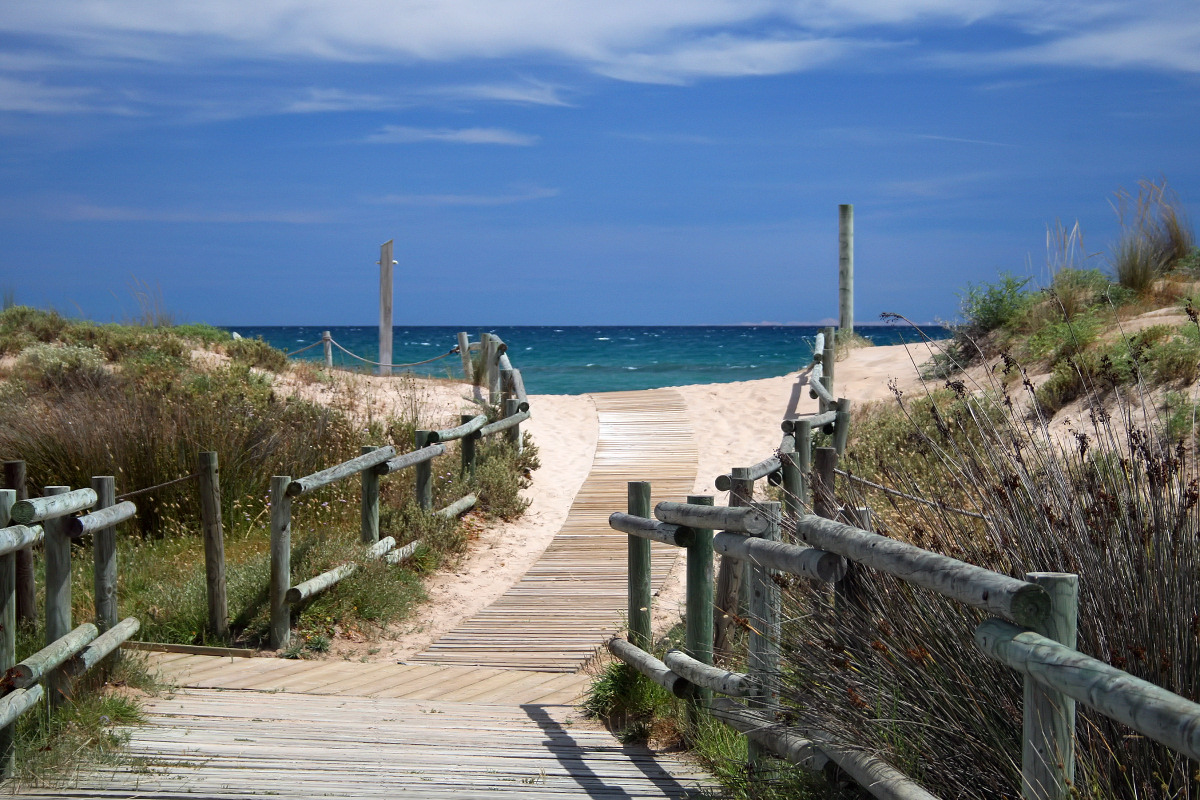
Strand bij Els Muntanyans

Els Muntanyans is een natuurreservaat gelegen in Torredembarra, Catalonië. Het is gelegen aan het Club Maritim, op het einde van de promenade. Hier staat ook een info-bord, van waaruit een wandelweg met gedeeltelijk houten vlonders loopt, doordat er bij regenval op sommige plaatsen poelen ontstaan heeft men deze aangelegd. Els Muntanyans werd in 1992 een beschermd natuurgebied, het is gesitueerd tussen het treinspoor en het strand. Door de natuurlijke begroeiing en de lagunes met zoet regenwater is dit gebied een paradijs voor vogels.